# Bergunfall

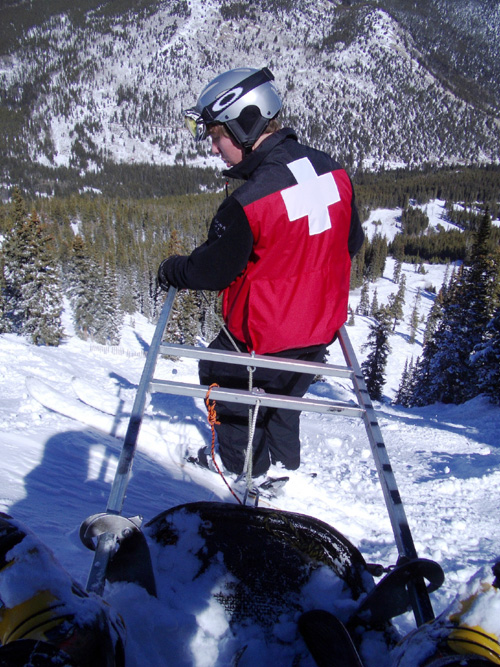
Mitarbeiter der Bergwacht bei einem Transport eines Verletzten

Ein Bergunfall ist ein Schadensereignis in den Bergen, bei dem Personen einen Unfall erlitten haben. Meistens handelt es sich dabei um Notfälle von Wanderern, Kletterern oder Skifahrern.
Die meisten Bergunfälle betreffen Verletzungen
- durch Stürze und Knochenbruch,
- durch Verstauchungen (z. B. beim Umknicken des Knöchels oder in Blockhalden),
- durch Übermüdung oder Überanstrengung.

Ein Bergunfall kann aber auch durch Orientierungslosigkeit, starken Schneefall oder Sturm, Erkrankungen (z. B. Höhenkrankheit, Unterkühlung, Dehydration), durch Abgänge von Lawinen oder Steinschlag hervorgerufen werden.
Übliche Notrufe sind das alpine Notsignal (systematische S.O.S.-Zeichen), aber auch Signalraketen und gegebenenfalls Funkmeldungen. 
Nach Bergunfällen werden verschiedene Hilfs- und Rettungsdienste tätig, die verunglückte Personen suchen, retten oder bergen:
- Bergwachten mit orts- und fachkundigen Rettungskräften sowie Lawinensuchhunden und Bergrettungsfahrzeugen
- Search and Rescue mit Lawinensuchhunden und Luftrettung mit (Rettungs-)Helikoptern
- Alpine Einsatzgruppen der Polizei
- Gebirgsjäger des Heeres